# Letland op het Eurovisiesongfestival 2009
Letland nam deel aan het Eurovisiesongfestival 2009 in Moskou, Rusland. Het was de 9de deelname van het land op het Eurovisiesongfestival. De selectie verliep via het jaarlijkse Eirodziesma, waarvan de finale plaatsvond op 28 februari 2009. LTV was verantwoordelijk voor de Letse bijdrage voor de editie van 2009.

## Selectieprocedure
Eerst was er een halve finale op 27 februari 2009, waaraan 20 artiesten deelnamen.
De helft hiervan werd door middel van televoting doorgelaten naar de grote finale.
Deze werd gehouden één dag later, op 28 februari 2009.
Er waren 2 ronden van televoting, na de eerste ronde bleven de beste 3 artiesten over.
In de superfinale besliste de televoters opnieuw wie de winnaar was.

### Halve finale
| Volgorde | Artiest                              | Lied                                  |
| -------- | ------------------------------------ | ------------------------------------- |
| 1        | Camillas                             | "Time Goes"                           |
| 2        | Dace and Frīdis                      | "Running Around"                      |
| 3        | Girts Zebuliņš                       | "Place To Be"                         |
| 4        | Johnny Salamander                    | "Party"                               |
| 5        | Miks Dukurs                          | "Aizejot"                             |
| 6        | Iveta Baumane & Ivo Grīsniņš-Grīslis | "Tic Tac"                             |
| 7        | Ginta Ēķe                            | "Be Yourself"                         |
| 8        | Natālija Tumševica                   | "Dynamite"                            |
| 9        | Triana Park                          | "Call Me Any Time You Need A Problem" |
| 10       | Intars Busulis                       | "Sastrēgums"                          |
| 11       | Kristīna Zaharova and Annija Putniņa | "Angel of Mine"                       |
| 12       | Astra Dreimane                       | "Have To Say Goodbye"                 |
| 13       | Edijs Šnipke                         | "Make My Day"                         |
| 14       | Ketta                                | "Without You"                         |
| 15       | Policistas                           | "In Love We Trust"                    |
| 16       | Fidji                                | "Don't Want To Say Goodbye"           |
| 17       | Aisha feat. G-Point                  | "Hey Hey Hey Hey"                     |
| 18       | Simply 4                             | "When The Sun Is Going Down"          |
| 19       | Sabīne Berezina feat. PeR            | "Bye, Bye"                            |
| 20       | Valters Frīdenbergs                  | "For A Better Tomorrow"               |

### Finale
| Volgorde | Artiest                              | Lied                                  |
| -------- | ------------------------------------ | ------------------------------------- |
| 1        | Simply 4                             | "When The Sun Is Going Down"          |
| 2        | Aisha feat. G-Point                  | "Hey Hey Hey Hey"                     |
| 3        | Kristīna Zaharova & Annija Putniņa   | "Angel of Mine"                       |
| 4        | Sabīne Berezina feat. PeR            | "Bye, Bye"                            |
| 5        | Iveta Baumane & Ivo Grīsniņš-Grīslis | "Tic Tac"                             |
| 6        | Intars Busulis                       | "Sastrēgums"                          |
| 7        | Natālija Tumševica                   | "Dynamite"                            |
| 8        | Camillas                             | "Time Goes"                           |
| 9        | Triana Park                          | "Call Me Any Time You Need A Problem" |
| 10       | Ketta                                | "Without You"                         |

| Volgorde | Artiest                            | Lied            | Televoting | Plaats |
| -------- | ---------------------------------- | --------------- | ---------- | ------ |
| 1        | Intars Busulis                     | "Sastrēgums"    | 21027      | 1ste   |
| 2        | Natālija Tumševica                 | "Dynamite"      | 5662       | 3de    |
| 3        | Kristīna Zaharova & Annija Putniņa | "Angel of Mine" | 19679      | 2de    |

## In Moskou
In de tweede halve finale moest het land aantreden als 3de, net na Ierland en voor Servië. Op het einde van de avond bij de onthulling van de enveloppen bleek het land de finale niet bereikt te hebben. Ze eindigden op een 19de en laatste plaats met 7 punten.
België zat in de andere halve finale en Nederland had geen punten over voor deze inzending.

### Gekregen punten

#### Halve Finale 2
| 12 punten | 10 punten | 8 punten | 7 punten | 6 punten   |
| --------- | --------- | -------- | -------- | ---------- |
|           |           |          |          | - Litouwen |
| 5 punten  | 4 punten  | 3 punten | 2 punten | 1 punt     |
|           |           |          |          | - Estland  |

### Punten gegeven door Letland

#### Halve Finale 2
Punten gegeven in de halve finale:
| Punten    | Land         |
| --------- | ------------ |
| 12 punten | Estland      |
| 10 punten | Noorwegen    |
| 8 punten  | Azerbeidzjan |
| 7 punten  | Litouwen     |
| 6 punten  | Oekraïne     |
| 5 punten  | Ierland      |
| 4 punten  | Griekenland  |
| 3 punten  | Denemarken   |
| 2 punten  | Moldavië     |
| 1 punt    | Cyprus       |

#### Finale
Punten gegeven in de finale:
| Punten    | Land                |
| --------- | ------------------- |
| 12 punten | Noorwegen           |
| 10 punten | Estland             |
| 8 punten  | IJsland             |
| 7 punten  | Litouwen            |
| 6 punten  | Rusland             |
| 5 punten  | Frankrijk           |
| 4 punten  | Azerbeidzjan        |
| 3 punten  | Denemarken          |
| 2 punten  | Verenigd Koninkrijk |
| 1 punt    | Malta               |

| 12 punten | IJsland             |
| 10 punten | Noorwegen           |
| 8 punten  | Estland             |
| 7 punten  | Denemarken          |
| 6 punten  | Litouwen            |
| 5 punten  | Malta               |
| 4 punten  | Frankrijk           |
| 3 punten  | Verenigd Koninkrijk |
| 2 punten  | Moldavië            |
| 1 punt    | Kroatië             |

| 12 punten | Noorwegen           |
| 10 punten | Estland             |
| 8 punten  | Rusland             |
| 7 punten  | Azerbeidzjan        |
| 6 punten  | Litouwen            |
| 5 punten  | IJsland             |
| 4 punten  | Frankrijk           |
| 3 punten  | Verenigd Koninkrijk |
| 2 punten  | Zweden              |
| 1 punt    | Oekraïne            |